# Gonichthys barnesi
Gonichthys barnesi är en fiskart som beskrevs av Whitley, 1943. Gonichthys barnesi ingår i släktet Gonichthys och familjen prickfiskar. Inga underarter finns listade i Catalogue of Life.